# VV Rigtersbleek in het seizoen 1957/58
Het seizoen 1957/1958 was het vierde jaar in het bestaan van de Enschedese voetbalclub Rigtersbleek. De club kwam uit in de Eerste divisie B en eindigde daarin op de 15e plaats. Tevens deed de club mee aan het toernooi om de KNVB beker, hierin werd in de tweede ronde verloren van Velocitas (0–2).

## Wedstrijdstatistieken

### Eerste divisie B
|       | Eindhoven | Fortuna | Haarlem | Helmondia '55 | Hermes DVS | KFC   | Leeuwarden | Limburgia | RCH   | SHS   | Sittardia | Stormvogels | De Volewijckers | Wageningen | Xerxes |
| ----- | --------- | ------- | ------- | ------------- | ---------- | ----- | ---------- | --------- | ----- | ----- | --------- | ----------- | --------------- | ---------- | ------ |
| Thuis | 4 – 1     | 2 – 2   | 0 – 1   | 0 – 3         | 2 – 6      | 1 – 1 | 1 – 0      | 1 – 4     | 2 – 1 | 1 – 3 | 1 – 2     | 2 – 1       | 3 – 4           | 2 – 2      | 0 – 0  |
| Uit   | 3 – 3     | 2 – 3   | 3 – 1   | 3 – 0         | 0 – 0      | 2 – 3 | 2 – 1      | 1 – 3     | 4 – 3 | 5 – 1 | 4 – 1     | 2 – 2       | 2 – 2           | 6 – 5      | 4 – 1  |

### KNVB beker
| 1e ronde                                     | Rigtersbleek                                 | 3 – 1 (1 – 1) | Hengelo                     |
| 16 februari 1958 Plaats: Enschede Heekstraat | Gerrit Trooster –', 80' Frans van Hemert 65' |               | Joop Ensing                 |
| 2e ronde                                     | Rigtersbleek                                 | 0 – 2 (0 – 0) | Velocitas                   |
| 30 april 1958 Plaats: Enschede Heekstraat    |                                              |               | 78', 81' Klaas van der Veen |

## Statistieken Rigtersbleek 1957/1958

### Eindstand Rigtersbleek in de Nederlandse Eerste divisie B 1957 / 1958
| Stand | Gespeeld | Gewonnen | Gelijk | Verloren | Punten | Doelpunten voor | Doelpunten tegen |
| ----- | -------- | -------- | ------ | -------- | ------ | --------------- | ---------------- |
| 15e   | 30       | 7        | 8      | 15       | 22     | 51              | 74               |

### Topscorers
| #                    | Naam                 | Goal |
| -------------------- | -------------------- | ---- |
| 1.                   | Gerrit Trooster      | 21   |
| 2.                   | Frans Olde Riekerink | 12   |
| 3.                   | Frans van Hemert     | 5    |
| 4.                   | Herman Selderhuis    | 3    |
| 5.                   | Wim Terink           | 2    |
| 5.                   | Bennie de Vries      | 2    |
| 7.                   | Jan Olde Riekerink   | 1    |
| 7.                   | Johan Oude Engberink | 1    |
| 7.                   | Berend Snijder       | 1    |
| 7.                   | Jan Zwierink         | 1    |
| Onbekende doelpunten |                      |      |
| –                    | Onbekend             | 2    |
| Totaal               | Totaal               | 51   |

| #      | Naam             | Goal |
| ------ | ---------------- | ---- |
| 1.     | Gerrit Trooster  | 2    |
| 2.     | Frans van Hemert | 1    |
| Totaal | Totaal           | 3    |